# Froggattimyia wentworthi
Froggattimyia wentworthi là một loài ruồi trong họ Tachinidae.